# JR Tower
JR Tower (яп. JRタワー JR Тава:) — небоскреб и здание железнодорожной станции Саппоро. В башне расположены отель, смотровая площадка, фитнес-центр, офисы, магазины и рестораны. JR Tower - самый высокий небоскрёб в городе Саппоро и в префектуре Хоккайдо. Небоскрёб строился с 2000 года по февраль 2003 года и был официально открыт 6 марта 2003 года. Подземный этаж здания напрямую связан со станцией Саппоро, метрополитена Саппоро.